# Daniel Overbeek
Daniel Overbeek est le 32e gouverneur du Ceylan néerlandais.